# つけ汁うどん

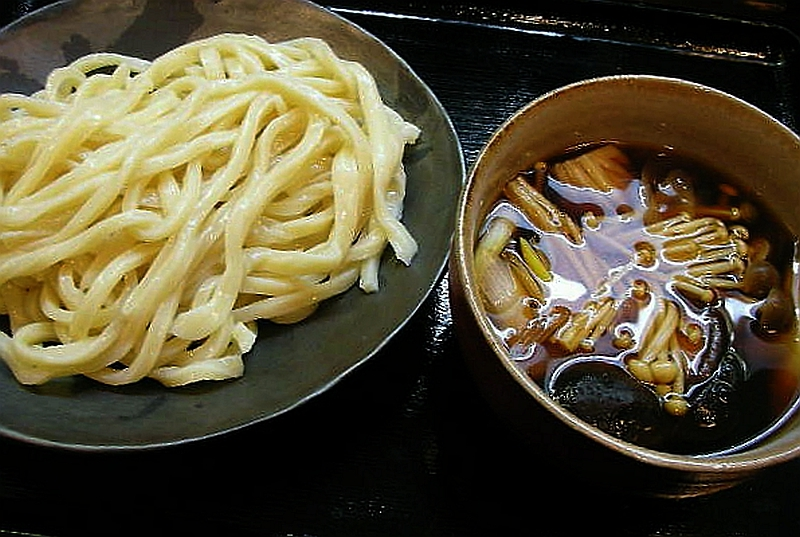
つけ汁うどん

つけ汁うどん（つけじるうどん）とは、うどんの食べ方の一種で、茹でたうどんの麺をざるやせいろなどの器に盛り、別に用意した豚肉やキノコなどを具としたつけ汁につけて食べるもの。「つけうどん」、「汁つけうどん」とも呼ばれる。かつての令制国・「武蔵国」にあたる埼玉県から東京都西部の武蔵野地域、さらに群馬県、栃木県など関東地方北部などで食されている。つけ汁の具により「肉汁うどん」などのように呼ばれることが多い。

## 概要
主な特徴としては、鰹節の出汁をベースとした汁で豚肉やネギ・シイタケなどを煮込んで醤油味に整えたつけ汁に、ざるやせいろ・皿などに盛ったうどんを浸して食べるものである。ざるうどんとの違いは、ざるうどんのつゆは冷たい状態であることに対して、つけ汁うどんのつゆは熱い状態や冷ました状態で提供されること。また、ざるうどんのつゆには元から具は入っておらず、つゆだけを徳利で提供され、個人が手元で刻みネギやワサビを加えて調味するのに対し、つけ汁うどんのつゆには豚肉、シイタケなど具があらかじめ加えられた状態で供されることが挙げられる。
このスタイルのうどんの食べ方は、東京の武蔵野に「武蔵野うどん」として古くから伝わる郷土料理として知られるが、同様の食べ方は埼玉県や栃木県・群馬県など関東各地に多くみられるものである。

## 種類

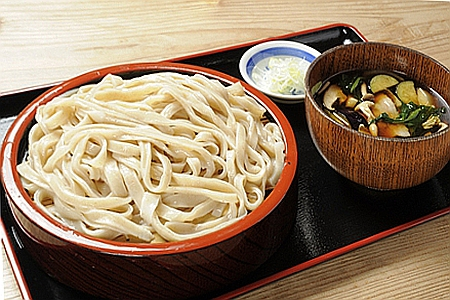
きのこ汁うどん

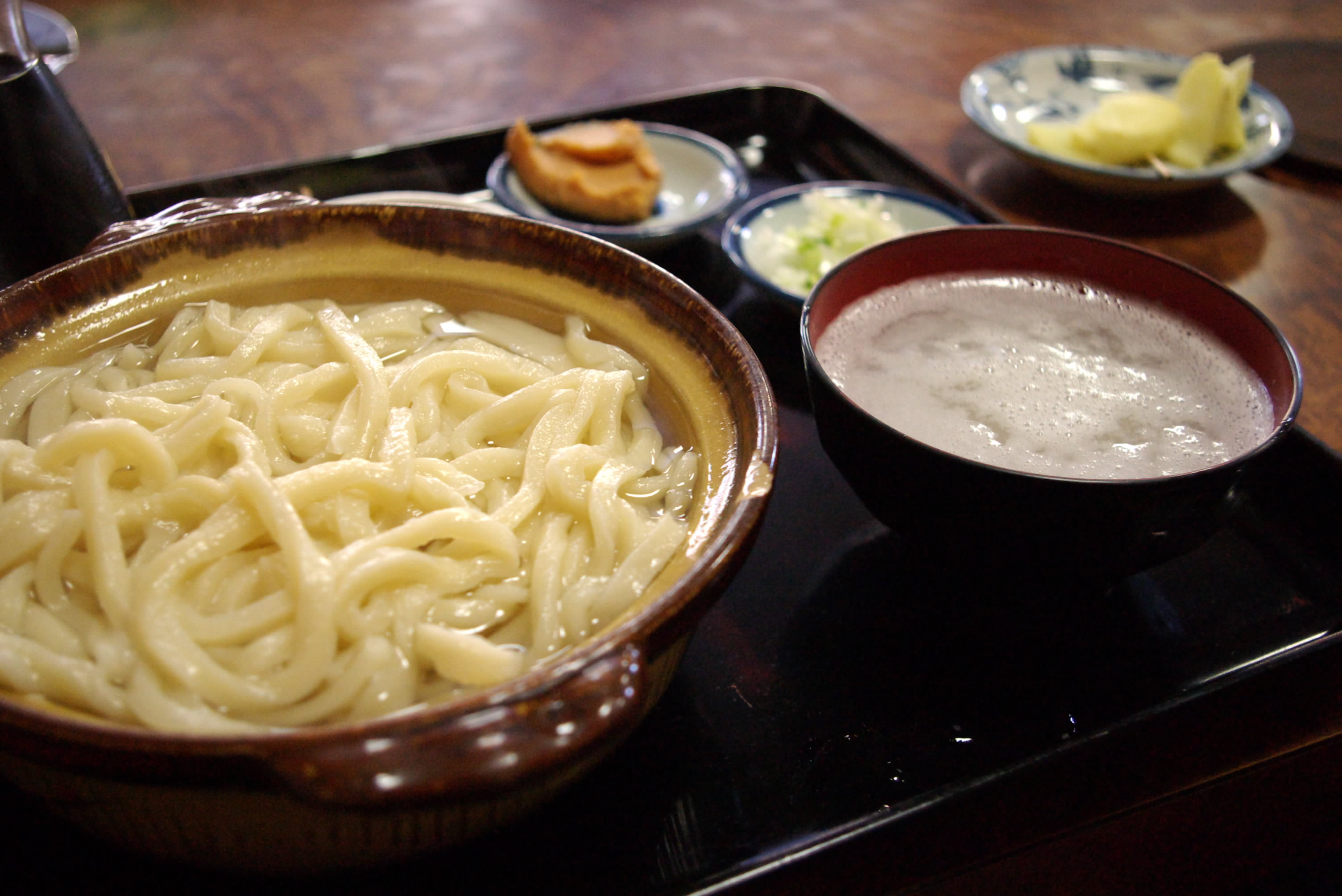
おしぼりうどん

肉汁うどん
豚肉と長ネギを鰹出汁で煮込んだつゆにつけて食べるうどん
鴨汁うどん（鴨汁つけうどん）
鴨肉と長ネギを鰹出汁で煮込んだつゆにつけて食べるうどん
ねぎ汁うどん
長ねぎ（白ネギ）をある程度大きめにぶつ切りにし醤油主体の汁で煮込んだつゆにつけて食べるうどん。茄子を煮込んだ汁のものとともに家庭料理として古くより親しまれている。
なす汁うどん
なすを醤油主体の汁で煮込んだつゆにつけて食べるうどん。家庭料理として親しまれる。
きのこ汁うどん
シイタケなどのキノコを鰹出汁で煮込んだつゆにつけて食べるうどん
冷汁うどん
胡麻や味噌を擦り、冷ました出汁で練り延ばし、刻みキュウリを具として浮かべた「冷や汁」をつけ汁として食べるうどん。
おしぼりうどん
辛味大根の一種「ねずみ大根」の搾り汁を信州味噌で調味した汁にうどんをつけて食べる。大根おろしではなく、搾り汁を使うという点が特徴。長野県埴科郡坂城町周辺の郷土料理。
他にも煮込む具により多くのつけ汁があり、様々なつけ汁うどんが存在する。

## 各地のつけ汁うどん
- 武蔵野うどん
- 冷汁うどん
- おしぼりうどん
- たらいうどん